# Alicia Muñiz
Alicia Alba Muñiz Calatayud (Montevideo, 18 de agosto de 1955-Mar del Plata, 14 de febrero de 1988) fue una modelo, vedette y actriz uruguaya.

## Biografía
Nació en Montevideo, Uruguay. Era la hija del matrimonio conformado por Alba Calatayud y Héctor Muñiz García. Desde julio de 1972 se radicó en Argentina, a punto de cumplir 17 años, y posteriormente se nacionalizó. Debido a su gran belleza siguió el modelaje, primero en Uruguay en 1971 y posteriormente en Buenos Aires. Fue bailarina en conocidos restaurantes árabes, y trabajó en los escenarios porteños como vedette de las grandes revistas de la época. Incursionó también en la actuación, en varias películas de Alberto Olmedo y Jorge Porcel. Y en la televisión se destacó como la secretaria de un recordado y popular programa de aquellos años: "Feliz Domingo".
Conoció a Carlos Monzón en un viaje en el exterior, en 1978, y pocos meses después, en marzo de 1979, se reencontraron en un almuerzo en la Costanera con unos amigos. Luego fue a visitarla a su instituto de belleza y tras varias salidas formalizaron su noviazgo.

## Carrera
Durante una visita al restaurante árabe Horizonte impresionó de tal forma al dueño, Alfredo Jozami, que decidió contratarla para que bailara como odalisca. 
Alicia tuvo una corta pero importante carrera, sobre todo en el escenario. Fue figura de importantes obras teatrales en Argentina, llegando a debutar como vedette. Algunos de los espectáculos en los que trabajó fueron La banana mecánica, con Moria Casán (1974) en el Teatro Cómico, Maipo 78 y Por siempre Maipo, en el Teatro Maipo, junto a Norma Pons, Javier Portales, José Marrone, Adolfo García Grau, Mario Sánchez, Rolo Puente, Juan Verdaguer, Silvia Rullan, Mario Sapag, Selva Mayo, Loanna Muller y Alberto Irízar, en 1978.
En el cine, debutó en el film El Gordo Catástrofe de 1977, protagonizado por Jorge Porcel y Graciela Alfano. También participó de la apertura de la película Fotógrafo de señoras, en 1978, junto a Jorge Porcel.
Ese año tendría nuevamente un nuevo papel en la película Encuentros muy cercanos con señoras de cualquier tipo protagonizada por Alberto Olmedo, Jorge Porcel, Moria Casán y Adriana Aguirre, dirigida por Hugo Moser.
En la televisión tuvo participación destacada como secretaria de "Feliz Domingo" por Canal 9 en todo el año 1977.
En sus últimos años estuvo alejada del ambiente artístico debido a su relación con Carlos Monzón, el nacimiento de su único hijo Maximiliano y por dedicarse a atender su salón de belleza en Barrio Norte al principio y luego trabajar como vendedora y diseñadora de ropa.
Fue entrevistada por las revistas y diarios de los años 80 en numerosas oportunidades donde contaba, entre otras cosas, su vida junto a Monzón.
Poco antes de ser asesinada, en octubre de 1987, retomó su profesión de modelo.

## Filmografía
- 1977: El Gordo Catástrofe.
- 1978: Fotógrafo de señoras.
- 1978: Encuentros muy cercanos con señoras de cualquier tipo.

## Asesinato

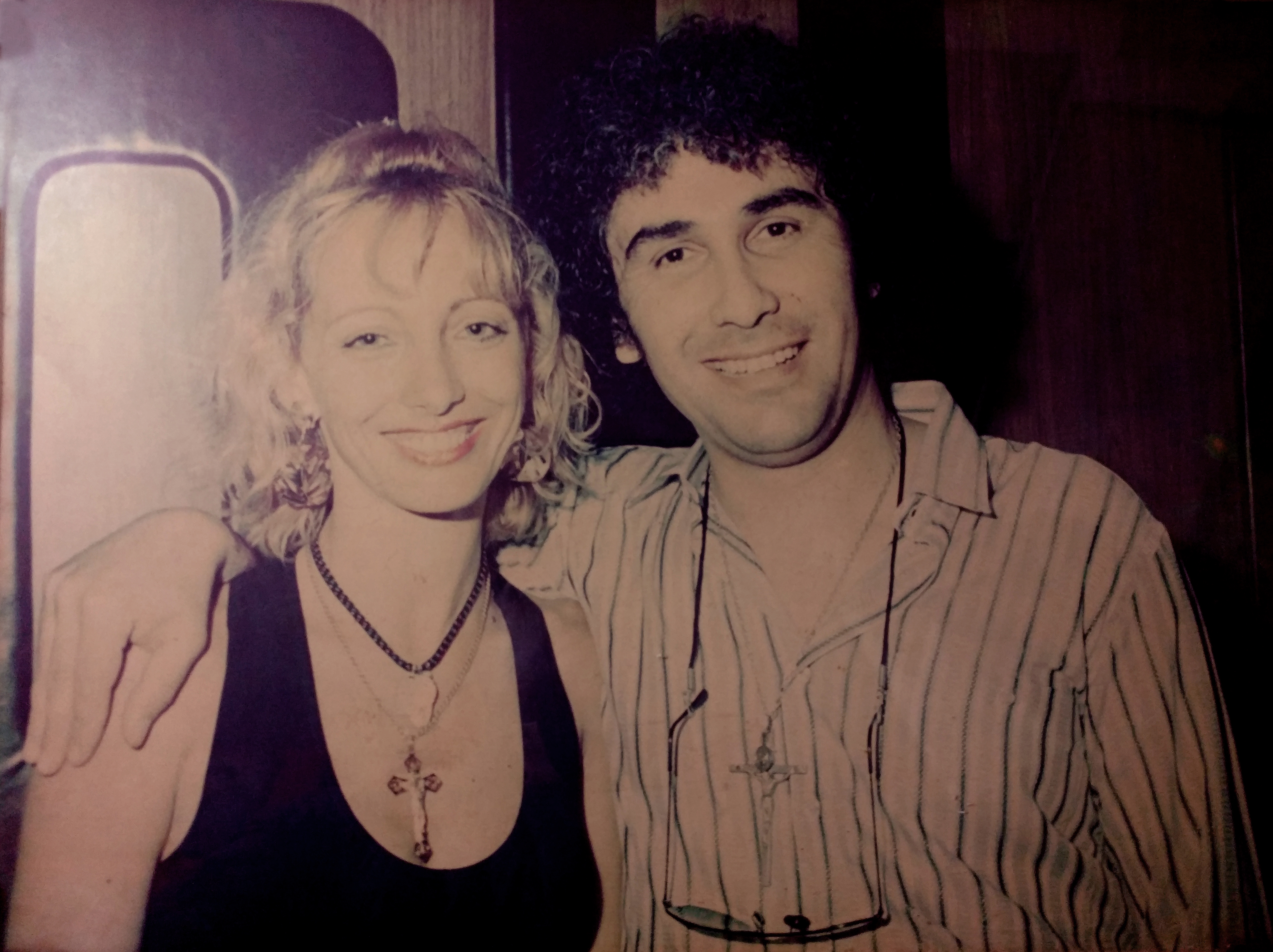
Alicia Muñiz junto al vidente Carlos Sampayo «El ángel del amor» en enero de 1988, un mes antes de su asesinato.

Alicia Muñiz fue asesinada el 14 de febrero de 1988, minutos antes de las 6 de la mañana, tras ser golpeada, estrangulada y arrojada en estado agónico del balcón en una casa del barrio La Florida, en Mar del Plata, por Carlos Monzón. Su hijo, por aquel entonces de 6 años, se encontraba presente en la misma casa donde ocurrieron los hechos. La mañana del 13 de febrero había ido a la casa donde se alojaba Monzón, con la intención de buscar a su hijo y reclamar las cuotas que le adeudaba para la manutención. Esa noche se mostraron juntos en el Hotel Provincial, donde festejaron el cumpleaños del locutor Sergio Velasco Ferrero. Allí estaba presente el actor Adrián Martel, quien los invitó junto con su novia a ir al Club Peñarol. Al volver a su casa, y según palabras de Monzón, comenzó una fuerte discusión por el tema del dinero de la cuota mensual que Alicia le reclamaba. De forma intempestuosa, el boxeador comenzó a pegarle fuertemente, la estranguló y posteriormente la arrojó por el balcón. El cuerpo de Alicia Muñiz, sólo con una bombacha, presentaba fracturas múltiples de cráneo, una lesión en el codo derecho y una notable fractura de la rótula izquierda. La imagen fue tapa de diarios y revistas.
El 17 de febrero los restos de la modelo fueron sepultados en la galería 24 nicho 2013 del Cementerio de la Chacarita.
En 1992 la familia de Alicia decidió cremar sus restos y trasladarlos a su país natal. Tenía 32 años.
El hecho marcó, en la sociedad argentina, el comienzo de la toma de conciencia sobre la violencia de género y el feminicidio.

### Juicio
El juicio se llevó a cabo en la ciudad de Mar del Plata, el 26 de junio de 1989, y desfilaron varios personajes que se contradecían entre sí. Uno de los testigos clave fue Rafael Crisanto Báez, un cartonero que recorría el barrio y fue atraído por los gritos. Éste insistió en que Monzón tomó a Alicia del cuello y luego, cuando ella se desmayó, la arrojó desde el balcón "como una bolsa de papas", se cambió el pantalón por un pijama y "se arrojó encima de ella".
Al cuerpo de la modelo se le hicieron dos autopsias; la segunda realizada demostró que ya estaba en estado agónico cuando cayó del balcón del primer piso del chalet, con fractura del cartílago tiroides y del hueso hioides. Al golpear contra el suelo, ya desvanecida, sufrió un estallido de cráneo.
El 3 de julio de 1989, Monzón fue condenado a once años de prisión, encontrado culpable de haber asesinado a Alicia Muñiz. El juez a cargo de la causa, Jorge Simón Isacch, concluyó que "el encausado obró con plena conciencia de la criminalidad de su actuar", aunque sostuvo que con algunos atenuantes, como el hecho que el crimen no fue ni planificado, ni a sangre fría, sino más bien con emoción violenta y bajo los efectos del alcohol, ya que había empezado a consumir cerveza desde el atardecer del sábado 13. Se consideraron los antecedentes de violencia de género hacia otras mujeres con las que estuvo relacionado, como "Pelusa" (su primera mujer) y Susana Giménez. Otra prueba fueron las reiteradas denuncias que Alicia Muñiz hizo en la comisaría alegando que él le pegaba, que la humillaba y que la celaba.
Carlos Monzón, que estuvo primero en la cárcel de Batán y luego fue trasladado a un penal en Santa Fe, murió en un accidente automovilístico durante una de sus salidas transitorias en 1995. Maximiliano, el hijo de ambos, quedó en custodia de sus abuelos maternos.

## Representaciones en ficción
La película Carlos Monzón, el segundo juicio de Gabriel Arbós, estrenada en 1996, relata de forma minuciosa aunque parcial cómo fue el asesinato y el juicio. El personaje de Alicia Muñiz fue caracterizado por la actriz Carola Reyna y el de Monzón por el actor José Luis Alfonzo.
En junio de 2019 se estrenó por canal Space la serie Monzón. La serie biográfica, producida por Disney Media Distribution Latin America y Pampa Films, va detrás de la polémica figura de Monzón, poniendo foco en la investigación del feminicidio de Alicia Muñiz. En la serie, Muñiz es interpretada por Carla Quevedo.